# 门捷列夫环形山
门捷列夫环形山(Mendeleev)是月球背面一座古老的大撞击坑，约形成于酒海纪，其名称取自俄罗斯杰出化学家德米特里·伊万诺维奇·门捷列夫(1834年-1907年)，1970年被国际天文学联合会批准接受。

## 描述

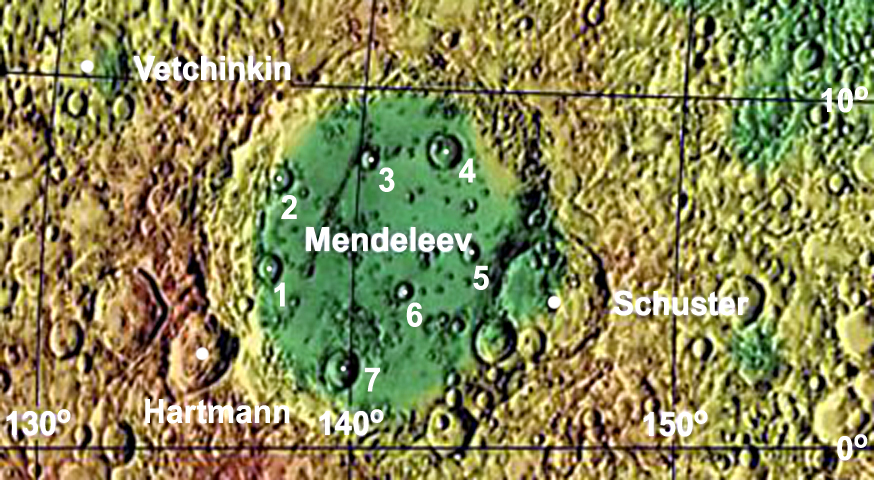
门捷列夫环形山和舒斯特环形山、哈特曼环形山以及内部的陨坑：1-莫瓦桑陨石坑、2-贝格曼陨石坑、3-理查兹陨石坑、4-费歇尔陨石坑、5-哈登陨石坑、6-本尼迪陨石坑、7-卫星坑"门捷列夫 P"。

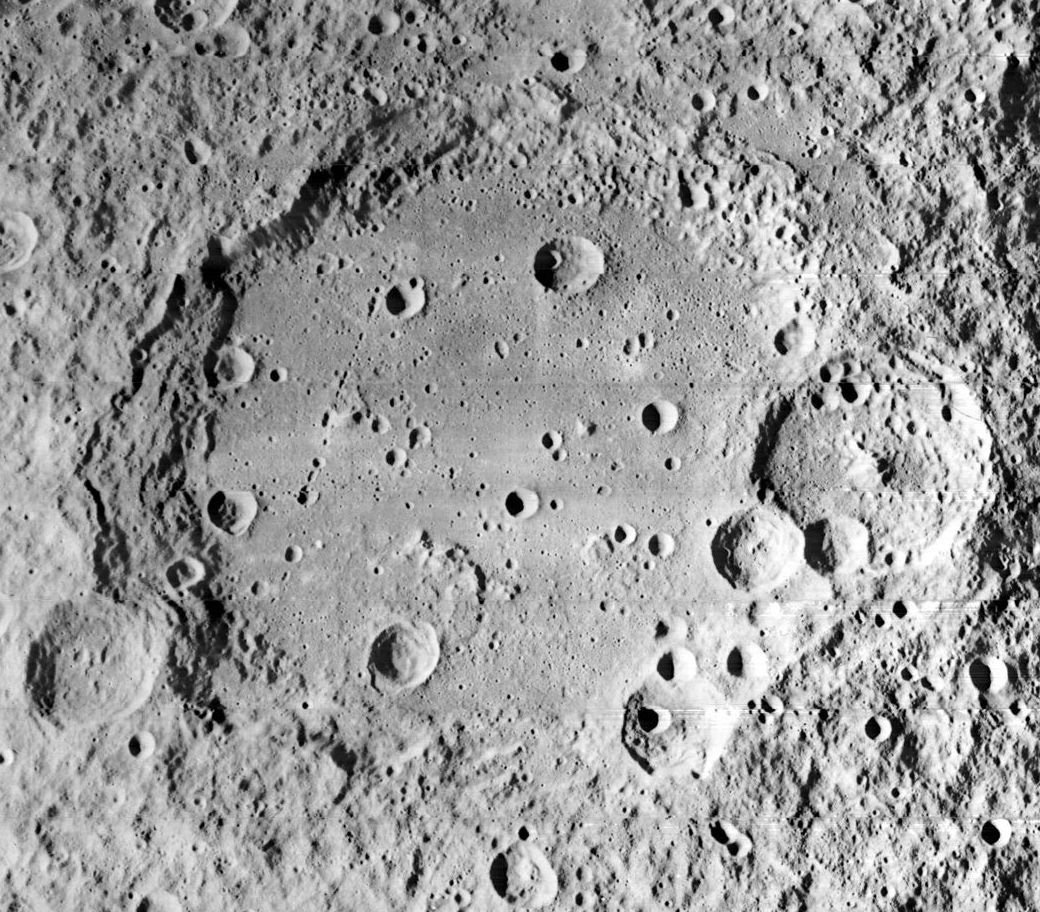
月球轨道器1号拍摄的门捷列夫环形山

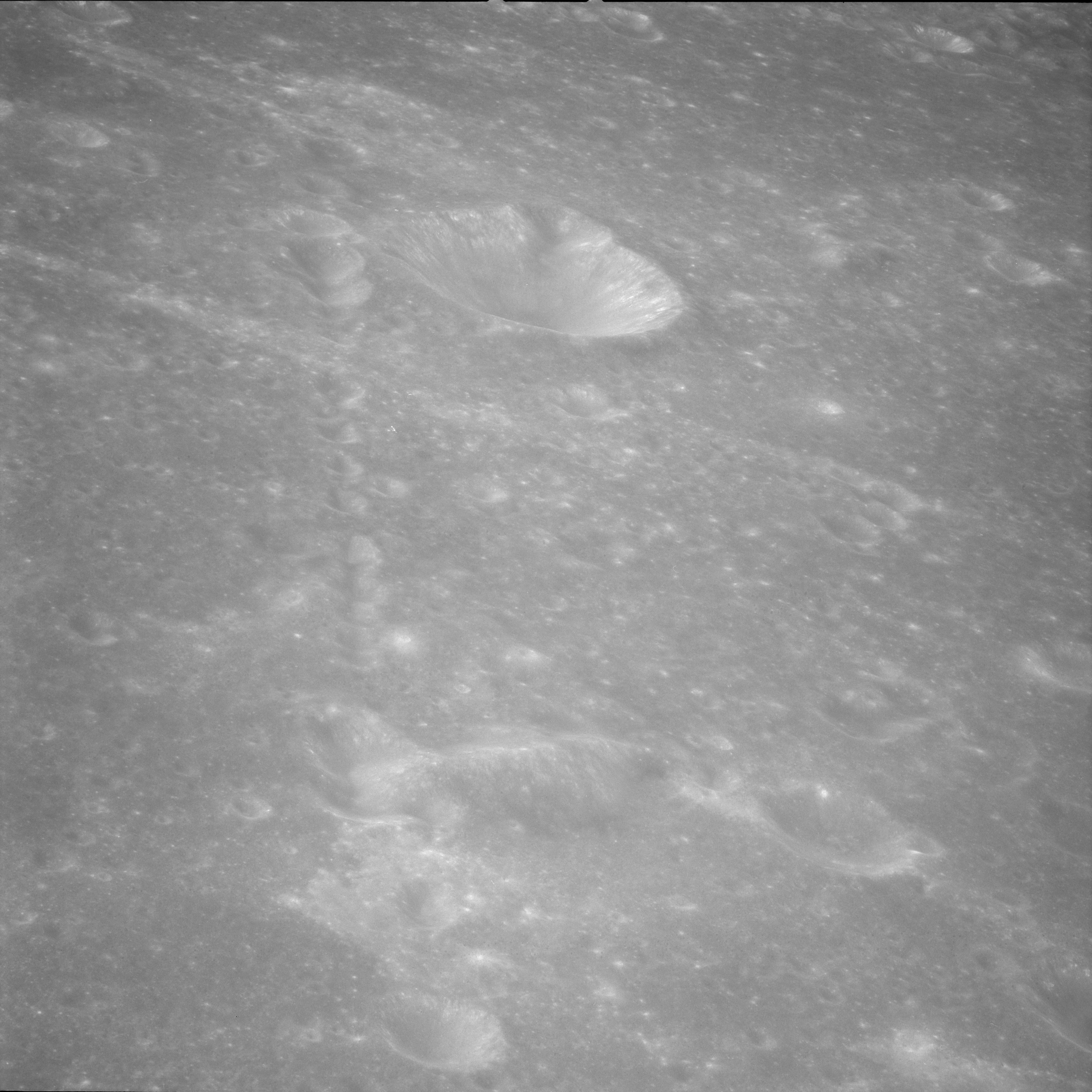
阿波罗11号拍摄的门捷列夫环形山链坑斜视图，中上方为理查兹陨石坑。美国宇航局照片。

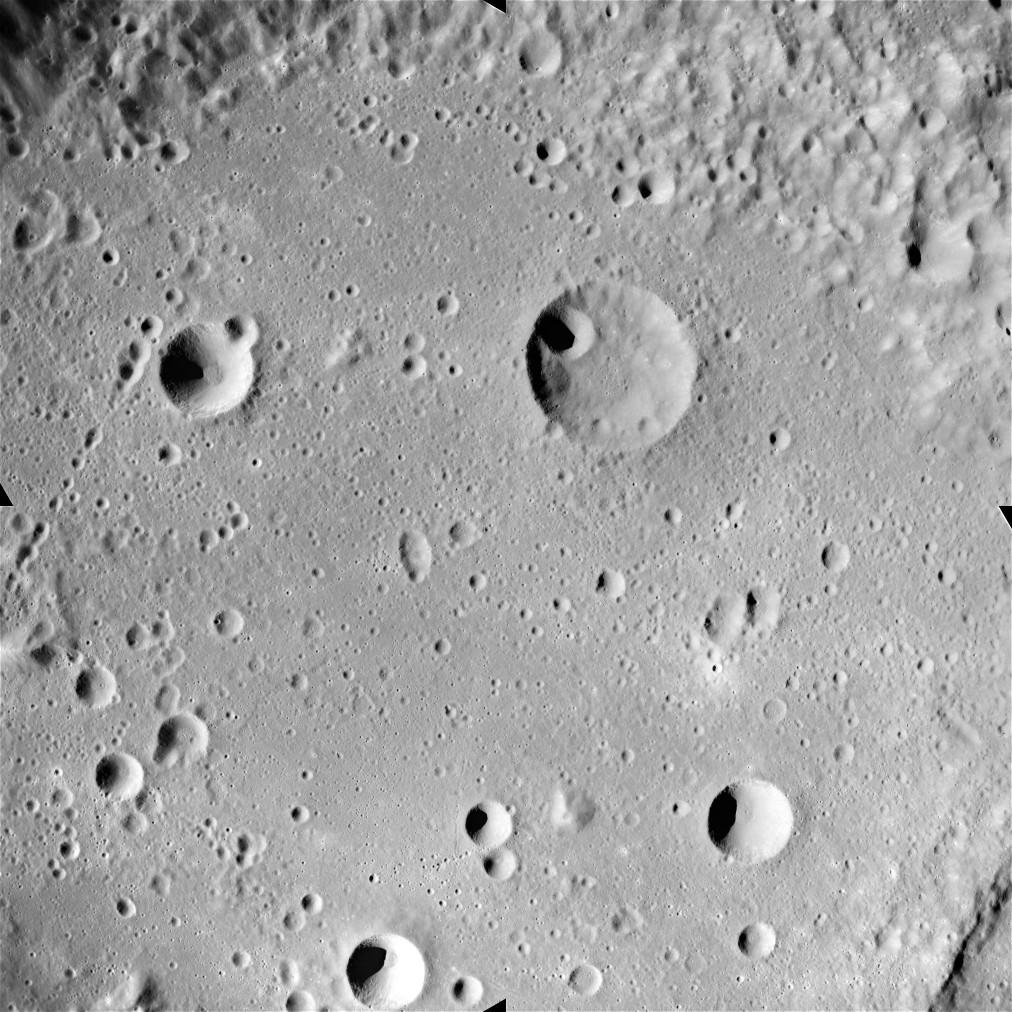
阿波罗16号拍摄门捷列夫环形山坑底部，可看到：门捷列夫链坑、理查兹陨石坑、费歇尔陨石坑、哈登陨石坑和本尼迪陨石坑。

该环形山位于莫斯科海南部高地区，靠近月球赤道，本质上为一座月海，其外观和规模类似史密斯海，它的中心月面坐标为5°14′N 141°06′E / 5.23°N 141.1°E，直径313公里，深度3.2公里。
该陨坑的外侧壁宽厚且流畅，但内侧壁已有部分坍塌。最南端外壁跨越过月球赤道线，东侧外壁则横跨着直径100.1公里的舒斯特环形山，而几乎就在正对面的西侧壁，嵌入了直径62公里的哈特曼环形山。
该撞击盆地底部大体平坦(与周围崎岖地形相比)，但没有熔岩的痕迹。仔细观察，坑底表面仍较为粗糙，内部包含了许多小型撞击结构，其中有六座陨坑已被命名，它们大略地构成了涵盖盆地大部分区域的五边形结构。具体为：
位于西北偏北内壁坑底，直径22.5公里的贝格曼陨石坑；它的西南，几乎触及西侧内壁是同样大小的莫瓦桑陨石坑；直径30公里的费歇尔陨石坑坐落在环形山内东北侧、它的西面是直径16.8公里的理查兹陨石坑，而直径15公里的哈登陨石坑位置接近舒斯特环形山；环形山中心点东南则是直径13.8公里的本尼迪陨石坑(详见左侧位置图)。
环形山内最大的陨石坑是位于西南偏南的卫星坑-"门捷列夫 P"。
除了上述提及的陨坑，盆地内还有很多更小的撞击坑，大部分聚集在中心点附近，另一些分散在南部和东南地表上。盆地内西半侧是一串由细小陨坑组成的链坑(门捷列夫链坑)，这串陨坑形成了一条延伸在坑底西南部的直线，并往上从理查兹陨石坑西侧边缘切过。该链坑起始方向直接指向西南远处的齐奥尔科夫斯基环形山，被认为是该环形山创建时形成的次级撞击坑。
即使在1961年国际天文联合会正式命名后，该环形山直止上世纪70年代仍被称为"九号盆地"。

## 卫星陨石坑
按惯例，最靠近门捷列夫环形山的卫星坑在月图上以字母标注在该坑中心点的旁边。
| 门捷列夫 | 纬度   | 经度     | 直径    |
| -------- | ------ | -------- | ------- |
| P        | 2.7° N | 139.4° E | 29 公里 |

## 文学引用
在"斯坦尼斯拉夫·莱姆"(Stanislaw Lem)发表的系列小说《宇航员珀珂斯故事集》(More Tales of Pirx the Pilot)中，虚构了在门捷列夫环形山周围驻扎有月球科学设施。